# Jens Harmsen
Jens Harmsen (født 21. marts 1952) er en dansk fodboldspiller og træner.
Harmsen skrev sig ind i fodboldhistorien, da han som kun 34-årig træner blev danmarksmester sammen med AGF i 1986.
I perioden 1981-1985 fungerede Jens Harmsen i AGF som danmarksserietræner og assistenttræner for Poul Erik Bech. Derfor havde han et indgående kendskab til mange af spillerne, da han overtog førsteholdet kun 10 dage før sæsonstarten i 1986.
Efter mesterskabet, som indbragte ham titlen som årets træner, trådte Harmsen frivilligt tilbage. I 1989 overtog han igen trænerposten i AGF – igen kun for en enkelt sæson, som endte med en midterplacering i 1. division og en kvartfinale i europacuppen for pokalvindere.
Som ung forsvarer opnåede Harmsen at komme på både U/19- og U/21-landsholdet. I alt 13 landskampe fik han.
Harmsen er bestyrelsesmedlem for Århus Elite A/S der siden 1/1 2005 har været selskabet bag AGF, derudover er han økonomidirektør i firmaet Damstahl a/s.